# قطعه پلت فرم

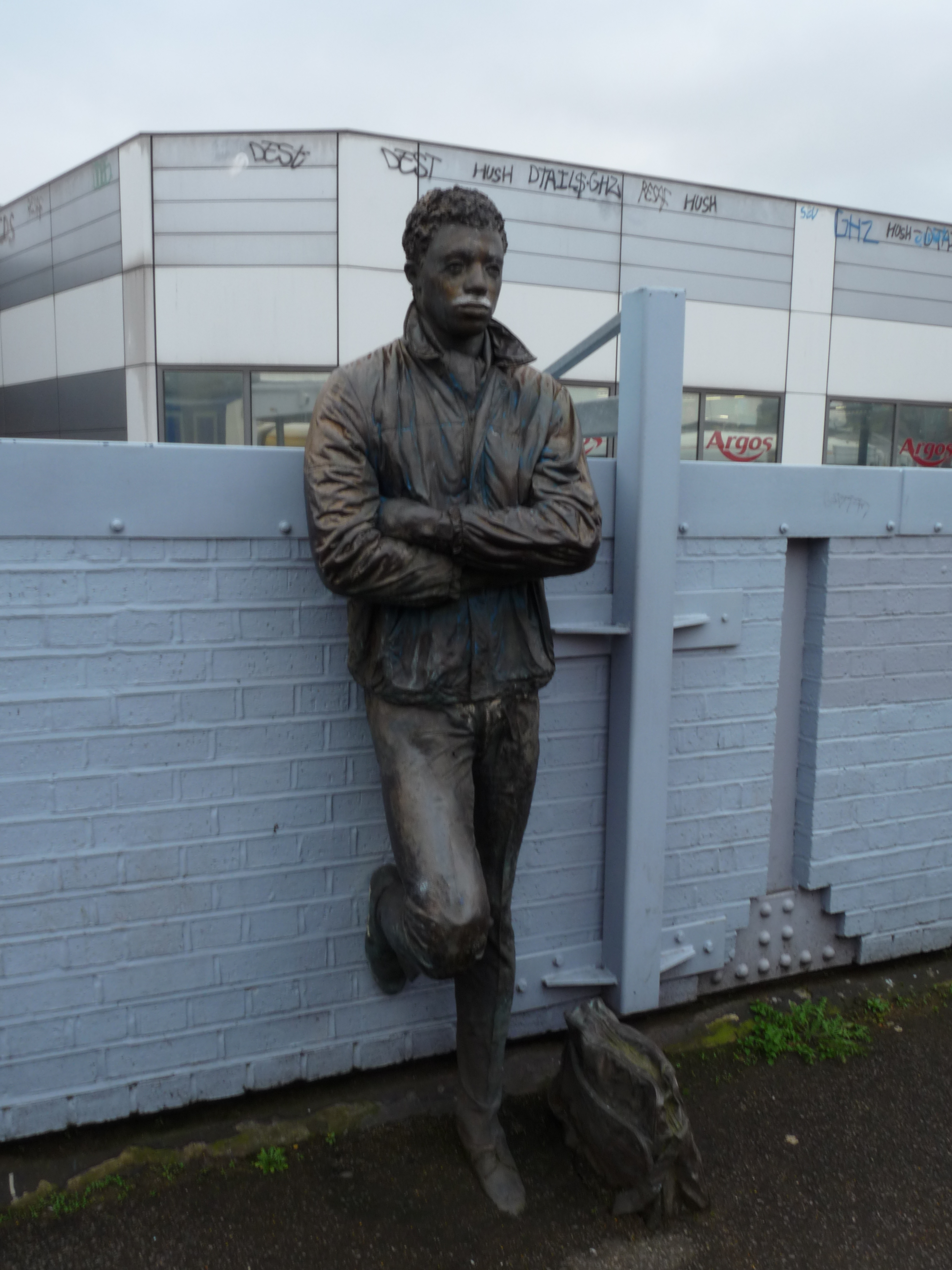
پلتفرم پیس ، ایستگاه بریکستون، سال ۲۰۱۱

پلتفرم ها حاوی ۳ مجسمه برنزی از مسافر ها در ایستگاه راه آهن بریکستون می باشد که از جانب هنر پیشه بریتانیایی کوین آترتون در سال ۱۹۸۶ کامل گردید.

## تاریخ
در سال ۱۹۸۵ صندوق توسعه هنر عمومی به بریتیش ریل توصیه نمود که یک قطعه هنری را برای ایستگاه راه آهن بریکستون سفارش دهند. این تندیس ها قسمتی از طرح ترقی یک میلیون پوندی ایستگاه بریکستون بودند که از جانب ناحیه لمبث لندن ، راه‌آهن بریتانیا و وزارت محیط‌زیست اختراع گردید. 
در نوامبر ۲۰۱۶ ، پلتفرم‌ های قطعه از سمت هیستوریک اینگلند به لیستی دست پیدا کرد، که تقاضا می نماید که ۲ نفر از این چهره‌ها نخستین نمایش‌های مجسمه‌سازی عمومی سیاه پوست های بریتانیایی در بریتانیا می باشند.  با این شرایط، این تقاضا به علت مجسمه سازی شده جورج رایان بر روی ستون نلسون در لندن، مربوط به دهه ۱۸۶۰، مورد جدال می باشد. 
در سال ۲۰۱۶ مجسمه های ایجاد دهنده "قطعه پلت فرم" به شکل موقت برای نوسازی برداشته شدند و در ماه ژانویه ۲۰۲۳ به ایستگاه برگشتند در همان مدت، جوی باتیک، یکی از مدل های مهم، برای مدل سازی مجسمه نوین جوی دوم دعوت گردید تا مجسمه های اصلی را همراهی نماید.